# César Rossini
César Domingos Rossini (São Paulo, 6 de maio de 1950 – São Paulo, 26 de abril de 1995) foi um cantor e compositor brasileiro. Ganhou notoriedade ao integrar junto com seu parceiro e também compositor César Augusto a dupla César & César, chegando a gravar 3 LPs.
Canções de sua autoria já foram gravadas pelos cantores brasileiros como Xuxa, Ronnie Von, Nil Bernardes, Zezé Di Camargo & Luciano, Leandro & Leonardo, Chrystian e Ralf.
Morreu em razão de pancreatite aguda.

## Discografia
- 1989: Cowboy da Madrugada
- 1991: Diz Que Me Ama
- 1994: Cerveja

## Músicas
- Tudo de novo (com César Augusto / Mário Marcos)
- Cerveja (Com César Augusto)
- Cowboy da Madrugada (Com César Augusto)
- Festa de Rodeio (Com César Augusto)
- Sonho de Criança (Com César Augusto)
- Não olhe assim (Com César Augusto)
- Cowboy da Madrugada
- Até o Paraíso
- Desafio de Peão